# Osiedle Morelowe
Osiedle Morelowe – osiedle Zielonej Góry, położone w południowej części miasta.
Osiedle położone ok. 1,5 km na południe od centrum miasta, zabudowę stanowią wybudowane w II połowie lat 60. XX wieku bloki pięciu kondygnacjach. Główną ulicą, od której osiedle przyjęło nazwę, jest Morelowa.

## Galeria

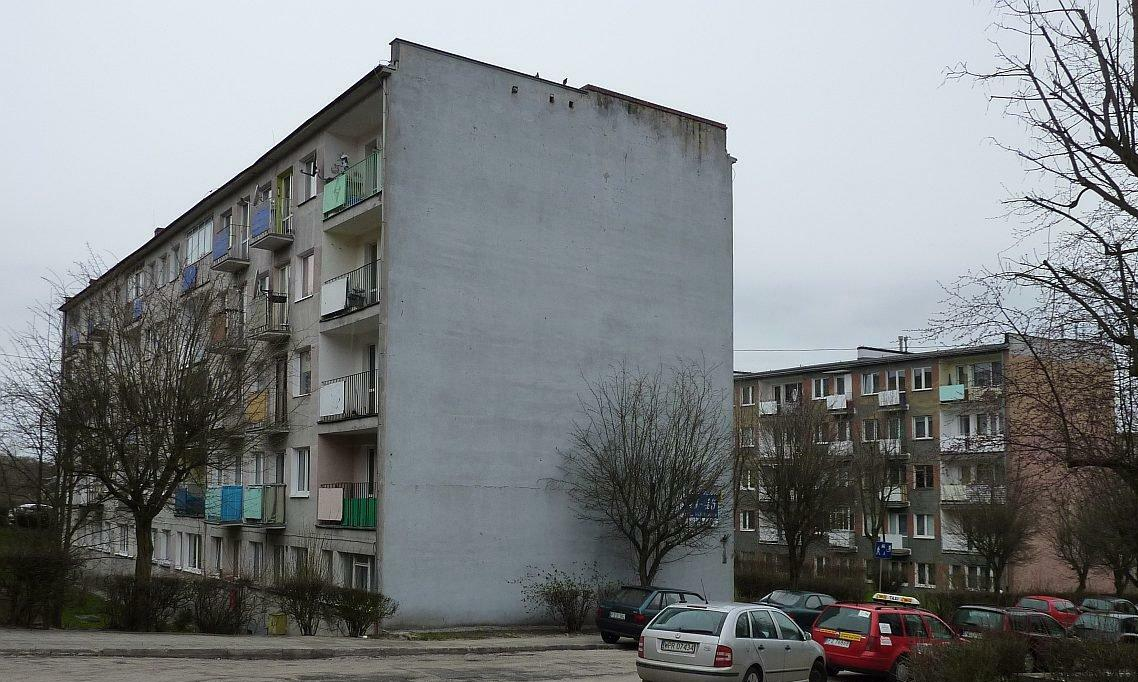
Osiedle Morelowe, blok przy ul. Morelowej 41-45
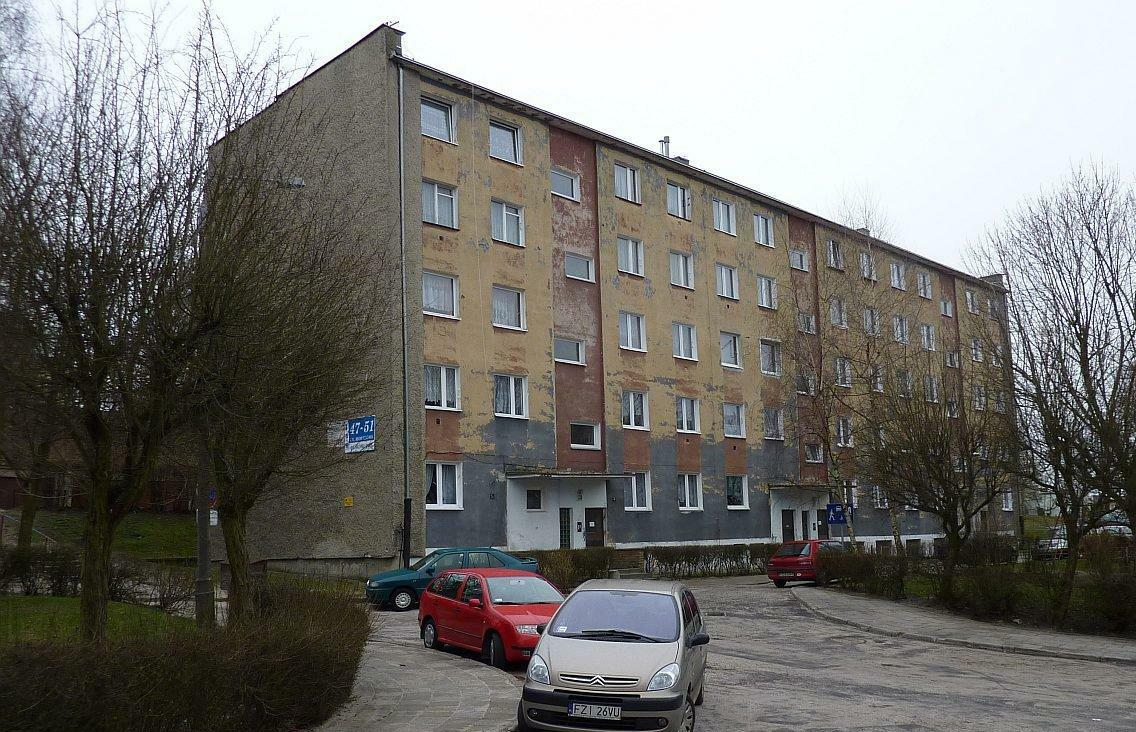
Osiedle Morelowe, blok przy ul. Morelowej 47-51